# Cyphon voluptificus
Cyphon voluptificus es una especie de coleóptero de la familia Scirtidae.

## Distribución geográfica
Habita en la India.